# Кам'яниця Зухоровичівська
Кам'яниця Зухоровичівська (також Гулінська, чи Дацковська) — будинок № 40 площі Ринок у Львові.

## Історія
Кам'яниця Зухоровичівська споруджена у XVII ст. У другій половині XVIII ст. належала монастирю св. Онуфрія. Певні роботи в цьому будинку були виконані Бернардом Меретином. Незадовго до смерті Меретин доручив Пінзелю виконати дві балконні консолі на кам'яниці, яка тоді перебудовувалась під резиденцію митрополита Лева Шептицького.
У 1761 році будинок вже мав дах. У 1773 р. на замовлення члена Ставропігії королівського поштмейстера Антона Дейми була перебудована і прикрашена фігурами атлантів.
На думку Володимира Вуйцика, схожість манери виконання лицарів, які підтримують балкон кам'яниці Зухоровичівської, з лицарями, які підтримують балкон на кам'яниці Убальдіні, дозволяє припустити, що автором обидвох робіт був Франциск Оленський.

## Архітектура
Житловий будинок, XVII століття. Перебудований у XVIII столітті.
Цегляний, витягнутий в плані, триповерховий з мансардою, зберіг асиметричне трьохчастинне внутрішнє планування і склепінчасті перекриття в деяких приміщеннях першого поверху. Увагу привертають фігури атлантів, які підтримують балкон.